# 新宿タイガー
新宿タイガー（しんじゅくタイガー、1948年 - ）は、東京都新宿区などに出没する元新聞配達員。本名：原田 吉郎。

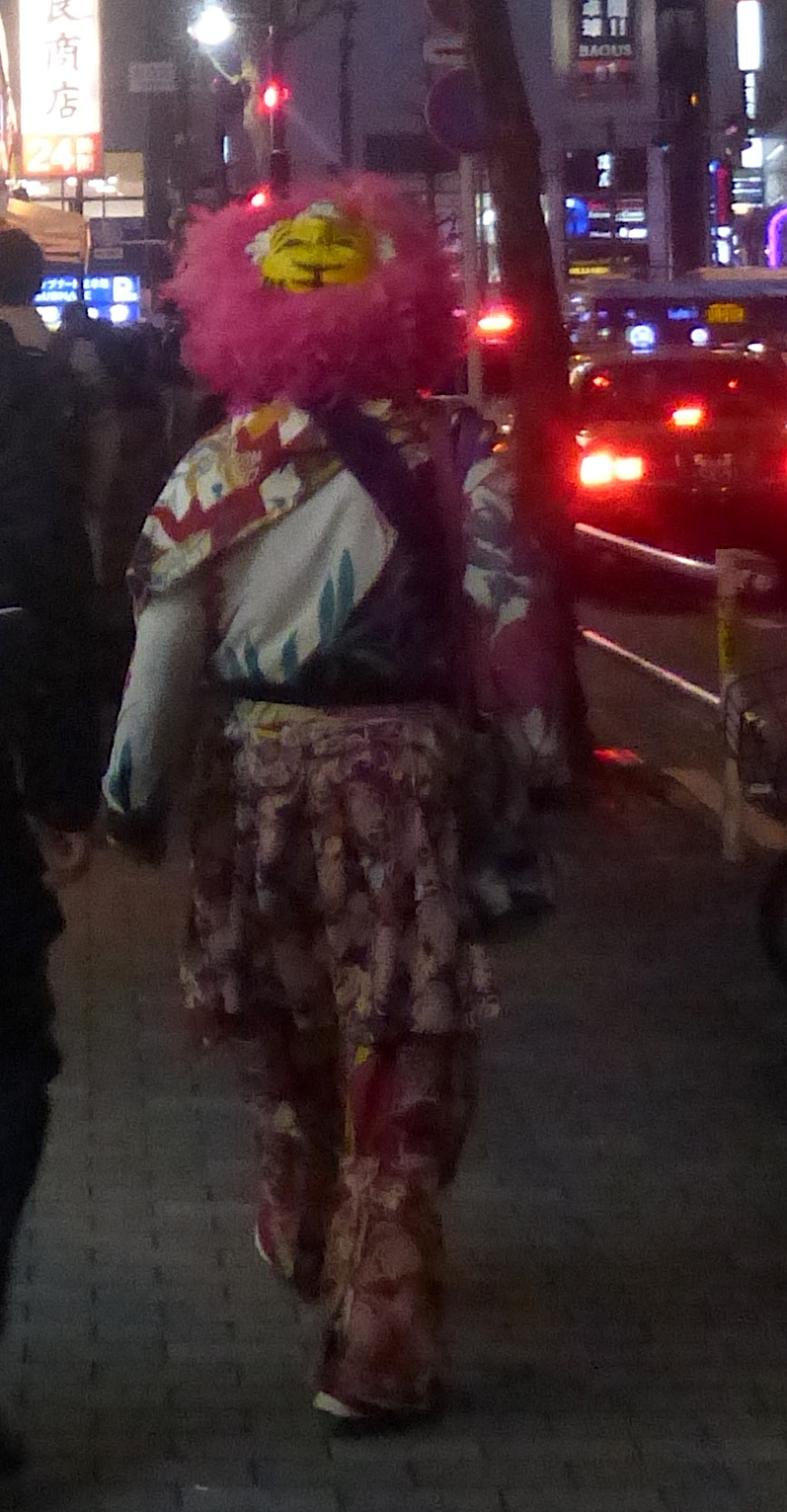
新宿タイガーの後ろ姿

一般的には「新宿タイガーさん」「タイガーマスクおじさん」「歌舞伎町のタイガーマスク」とも呼ばれる。

## 人物
歌舞伎町の稲荷鬼王神社の祭りでタイガーマスクのお面を30枚買い込み、以来安手の服や原色の衣装、カーリーヘアのかつらを身に付け現れるのが常。タイガーマスク以外のお面（公式サイトでは持っていないと語っているが）や花、ぬいぐるみ（本人曰く「ファミリー」）も身に付け、季節による変化も見られる。

かつての職業は朝日新聞の新聞販売店「株式会社 朝日新聞新宿東ステーション」に勤務するベテラン新聞配達員。配達の担当エリアは新宿三丁目で、朝刊・夕刊の配達のほか集金も行う。仕事中は前述の扮装で、赤や黄色の派手なデコレーションを施した自転車に乗り、ラジカセから演歌を鳴り響かせ走り去る。趣味の映画館や新宿ゴールデン街、休憩中に立ち寄る喫茶店や、販売店の海外研修でもこの姿のままである。一方で正体を隠すことには固執しておらず、酒席や取材などではお面を外すこともある

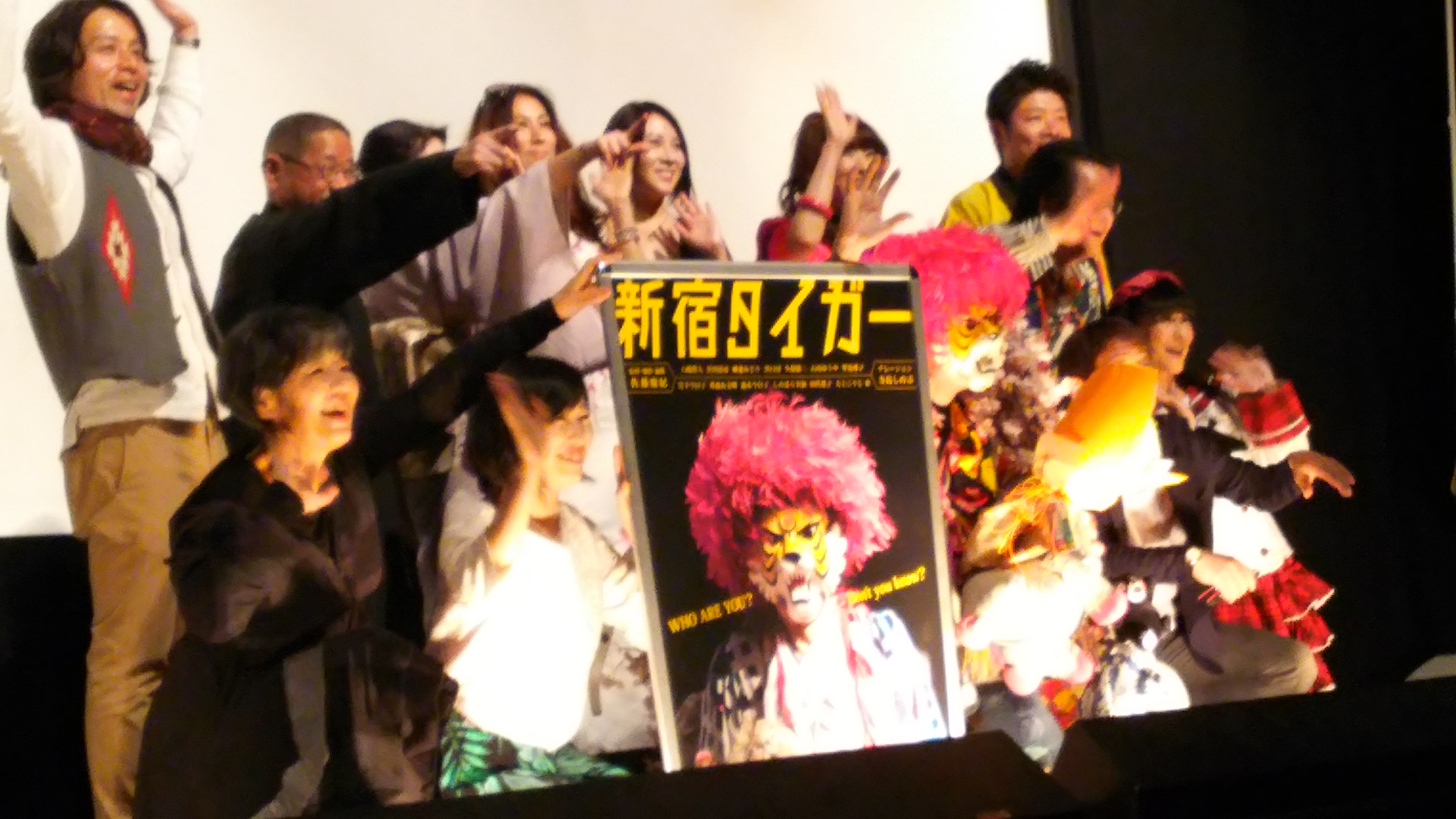
映画『新宿タイガー』舞台挨拶

大の映画・役者好きで、新宿の映画館で上映される映画はほぼ全て鑑賞している。休日には1日に数本の映画を鑑賞するときもある。座席は「映画に没入できるから」との理由で、最前列の中央と決めている。映画文化の継続のため、基本的に映画館でチケットを購入し鑑賞するがDVDで鑑賞するときもある。
行動範囲は新宿、池袋、原宿、渋谷、日比谷、銀座。新宿界隈の映画館や、役者・映画関係者が集まるゴールデン街、新宿三丁目のクラブ「ローリング・ストーン」に出没する。ロックバンド「ローリング・ストーンズ」のファンでもある。
心の師匠として「スーパーマン」「ブルース・リー」「ジェームズ・ボンド」、ミューズ（女神）として「マリリン・モンロー」「オードリー・ヘプバーン」「エリザベス・テイラー」「イングリッド・バーグマン」を挙げている。
人生のテーマに「シネマ、美女、夢、ロマン、酒」を掲げている。

## 経歴
1948年、長野県東筑摩郡波田村（現：松本市波田）生まれ。長野県梓川高等学校卒業後、大東文化大学進学と共に上京。当初は読売新聞の新聞奨学生として、中野区江古田の新聞販売店に住み込む。大学は2年で中退するも、17歳で始め上京後も行っていた新聞配達を継続する。
フリーライターの鶴見済による1994年のインタビューでは、この活動を始めた切っ掛けを「夜店で売られていたお面を見て『少しでも新宿が明るくなれば』と、1977年にタイガーマスクのお面を付け始めた」と語っている。
勤務先である「朝日新聞新宿東ステーション」の公式サイトにバナーが有り、クリックすると映像（ゲーム形式）が流れ、活動を始めた切っ掛けや、お面を被っている理由、子供の頃憧れていたヒーローなどが分る。
2019年3月、新宿タイガーを題材としたドキュメンタリー映画『新宿タイガー』公開。寺島しのぶがナレーションを担当、本人のほか八嶋智人や渋川清彦らが出演。
2020年2月をもって、新聞配達員を引退した。本人は続けたかったが、高齢であることを理由に辞退を勧められたことによる。以降は集金作業に携わっている。
2024年9月4日にフジテレビ系「水曜22時枠」にて放送されたテレビドラマ『新宿野戦病院』第10話に、新宿タイガー風の男が出演。ただしお面をはじめ装いが異なっており、本人であるかは定かではない。

## 出演

### テレビドラマ
- ライオン丸G（テレビ東京系列局、2006年）[9]
- 湯けむりスナイパー（テレビ東京系列局、2009年）[9]

### 映画
- その男、エロにつき アデュ〜! 久保新二伝（2011年）[9]
- 新宿タイガー（2019年）

### その他
- タワーレコード新宿店オープン時ポスター（1998年）[15]。
- タワーレコード新宿店リニューアル時ポスター（2012年）[15]
- 新宿アルタ閉店企画ポスター（2025年）[16]

## 参考資料
- 「風俗スケッチ」（『週刊明星』 1984年8月16日号 集英社）
- 「秘・境・探・検 近くて遠いニッポン'94 東京・新宿 名物男『タイガーマスク』の"虎の穴"」（『FRIDAY』 1994年9月23日号 講談社）取材・文／鶴見済
- 「新宿名物・タイガーマスク引退説を追う」（『宝島』 1998年2月4日号 宝島社）
- 「俺だけ崖から落ちるのはやだ」（『テレビブロス』 2007年11月10日号 東京ニュース通信社）文／箭内道産
- 「繁華街を疾走する"新宿タイガー"は美女と映画をこよなく愛するロマンチスト」（『サイゾー』 2008年2月号 株式会社サイゾー）文／長野辰次